# Renaissance Cruises
Pour les articles homonymes, voir Renaissance (homonymie).
Renaissance Cruises est une ancienne compagnie maritime américaine qui a été fondée en 1989 et qui proposait essentiellement des croisières en Méditerranée et dans les îles grecques, à Tahiti et en Océanie, en Scandinavie et en Europe du Nord.
Cette compagnie a cessé ses activités en 2001. Bien que la société fût déjà en difficulté financière, cette situation s'accéléra avec la désaffection de la clientèle américaine après les attentats du 11 septembre 2001.
Le siège de cette société était basé à Fort Lauderdale en Floride.

## La flotte

### Classe R
Les huit navires de classe R étaient la fierté de Renaissance Cruises. Chaque unité avait une jauge brute de 30 277 tonneaux et pouvait accueillir un maximum de 824 passagers dans 343 cabines. Ils furent construits par les Chantiers de l'Atlantique à Saint-Nazaire.
Après la faillite, tous les navires ont été affrétés puis vendus à d'autres compagnies maritimes. Ils sont tous en service à ce jour.
- Azamara Cruises :
  - R Six : Azamara Journey
  - R Seven : Azamara Quest
- Oceania Cruises :
  - R One : MS Insignia [1]
  - R Two : MS Regatta [2]
  - R Five : MS Nautica [3]
- Princess Cruises :
  - R Three : Pacific Princess
  - R Four :  Ocean Princess
  - R Eight : Royal Princess

### Classe Renaissance
Renaissance Cruises possédait et exploitait aussi huit autres navires. Chaque unité était de type yacht de 4 000 tonneaux de jauge brute pour 88 à 90 m de long et pouvant accueillir 100 à 114 passagers.
Ils furent vendus à d'autres opérateurs de croisière avant la faillite de 2001.
Ils portaient tous le même nom : Renaissance I à Renaissance VIII.

Les quatre premiers furent construits sur le chantier naval italien Ferrari-Signani de La Spezia
- Renaissance One (1989- 1998) : The Mercury (Renaissance Malaysia : 1998-2004) - Leisure World I [4] (New Century Cruises Lines : 2004 - )
- Renaissance Two (1990- 1998) : The Neptune (Renaissance Malaysia : 1998-2005) - easyCruiseOne [5] (easyCruise : 2005- )
- Renaissance Three (1990- 1998) : M/V Galapagos Explorer II [6](Galapagos Island Cruises : 1998- )
- Renaissance Four (1990-98) - Clelia II [7](Travel Dynamics : 1998- )

Les quatre derniers sur le chantier naval Nuovo Cantieri Apuania de Carrare:
- Renaissance Five (1991-97) - Sun Viva (Sun Cruise: 1997-2000) - Megastar Sagittarius (Star Cruises: 2000) - Spirit of Oceanus [8] (Cruise West : 2000- )
- Renaissance Six (1991-97) - Sun Viva 2 (Sun Cruise: 1997-2000) - MegaStar Capricorn (Star Cruises: 2000) - Hebridean Spirit [9] (Hebridean International Cruises : 2000- )
- Renaissance Seven (1991-92) - Regina Renaissance (1992-98) - Renaissance Seven (1998- ) - Renai I - Island Sun - Corinthian II [10](Travel Dynamics)
- Renaissance Eight (1992- ) - Renai II - Island Sky [11]